# Kościół św. Jana Chrzciciela w Załężu
Kościół św. Jana Chrzciciela w Załężu – kościół rzymskokatolicki, dawny parafialny pw. św. Jana Chrzciciela w Załężu wzniesiony w 1760.
Świątynia znajduje się na szlaku architektury drewnianej województwa podkarpackiego (trasa VIII – jasielsko-dębicko-ropczycka).

## Historia
W 1325 istniała już parafia w Załężu i należała do dekanatu w Zręcinie. Pierwszy kościół powstał zapewne w XIV wieku. Obecny pochodzi z 1760. Konsekrowany przez przemyskiego biskupa pomocniczego Michała Sierakowskiego 7 października 1783. Znacznie przebudowywany: w 1883 dostawiono kaplice boczne; w 1951 usunięto ściany oddzielające nawę od kaplic bocznych, co przekształciło budowlę w trójnawową; w 1952 do południowej ściany prezbiterium dobudowano salkę katechetyczną; w 1960 wybudowano wieżę. Po zbudowaniu nowego kościoła w 2000 świątynia nieużytkowana kultowo. Trwa rozpoczęty w 2014 remont kościoła.

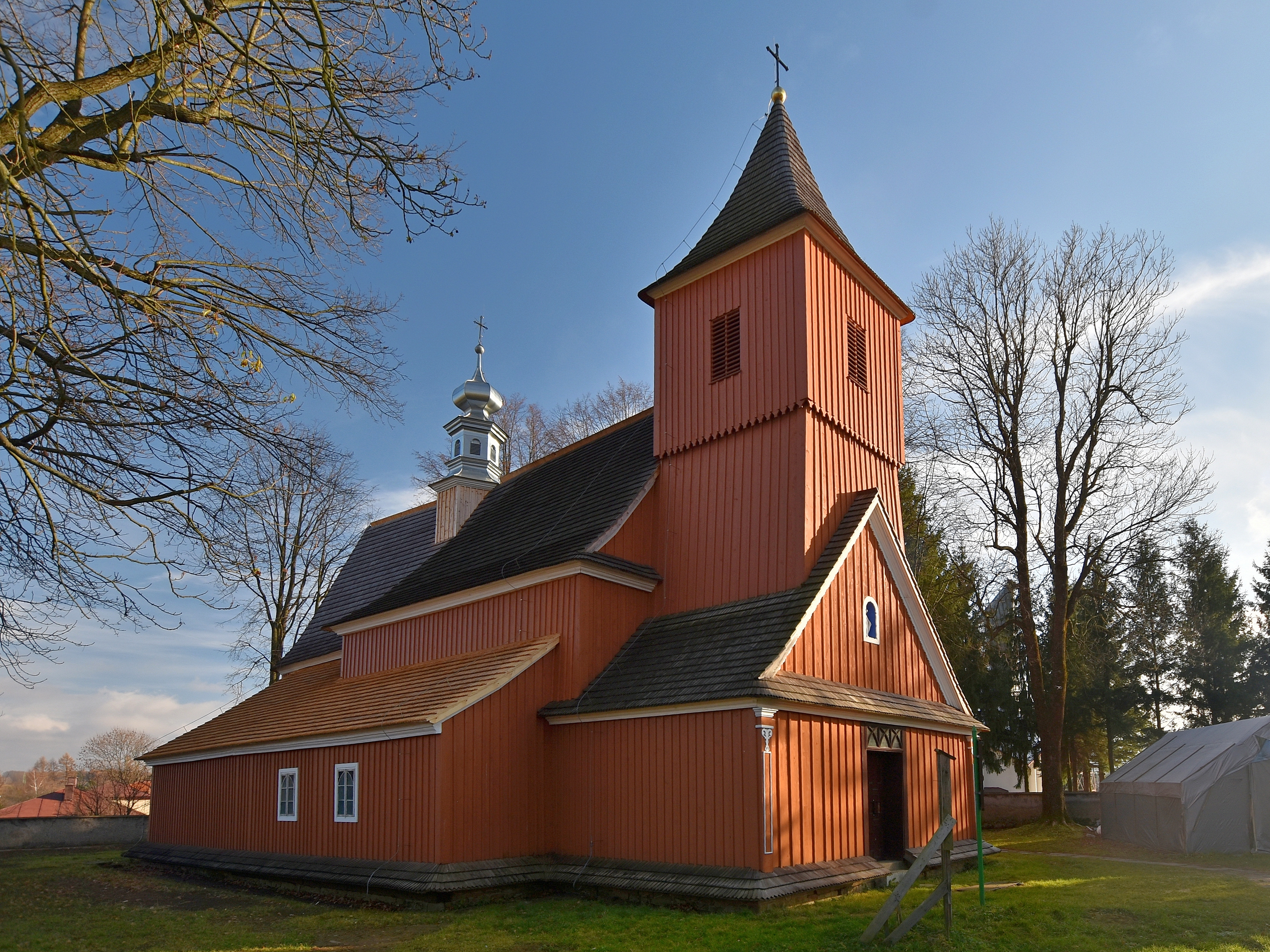
Elewacja północna
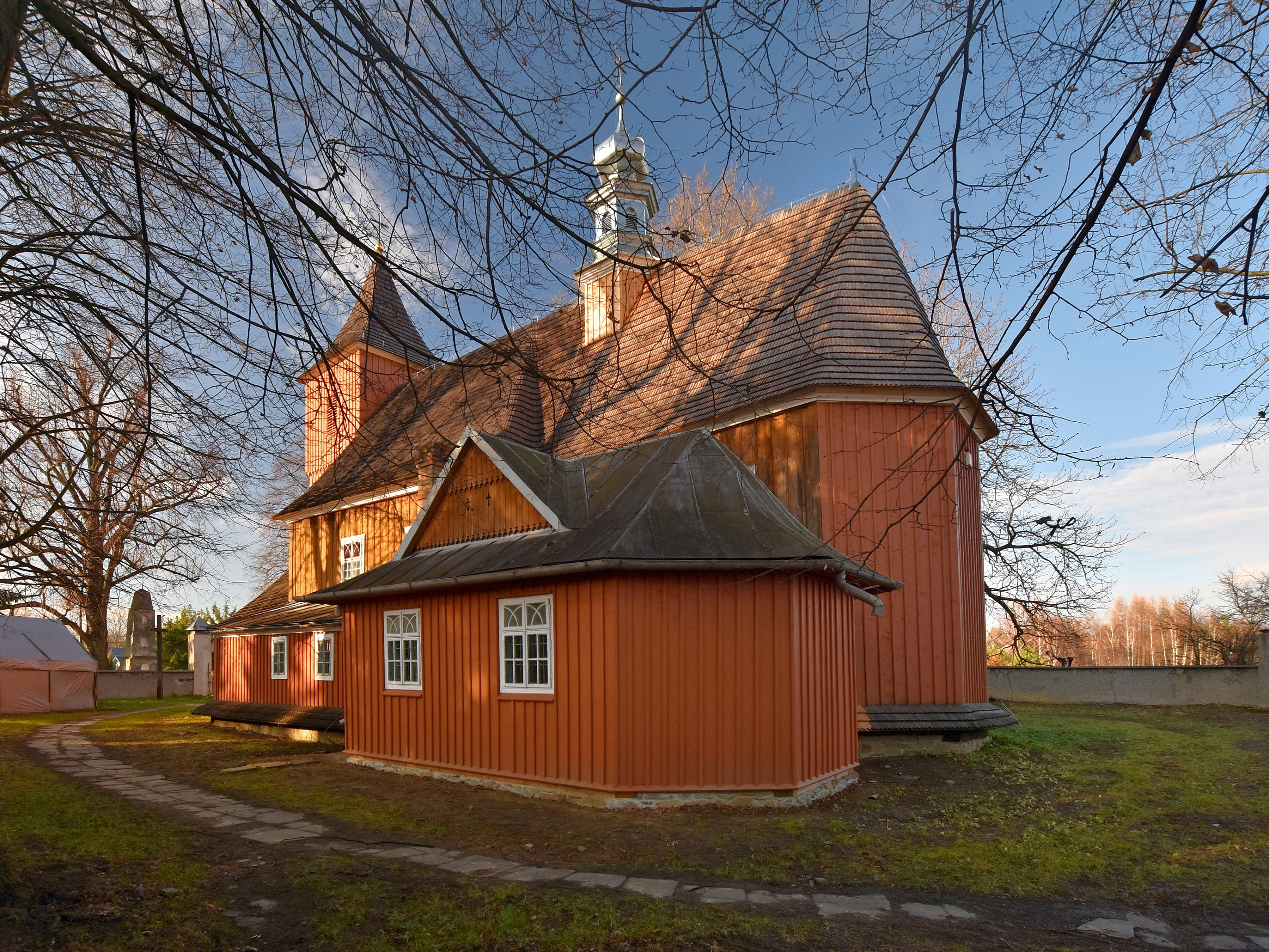
Widok od strony prezbiterium
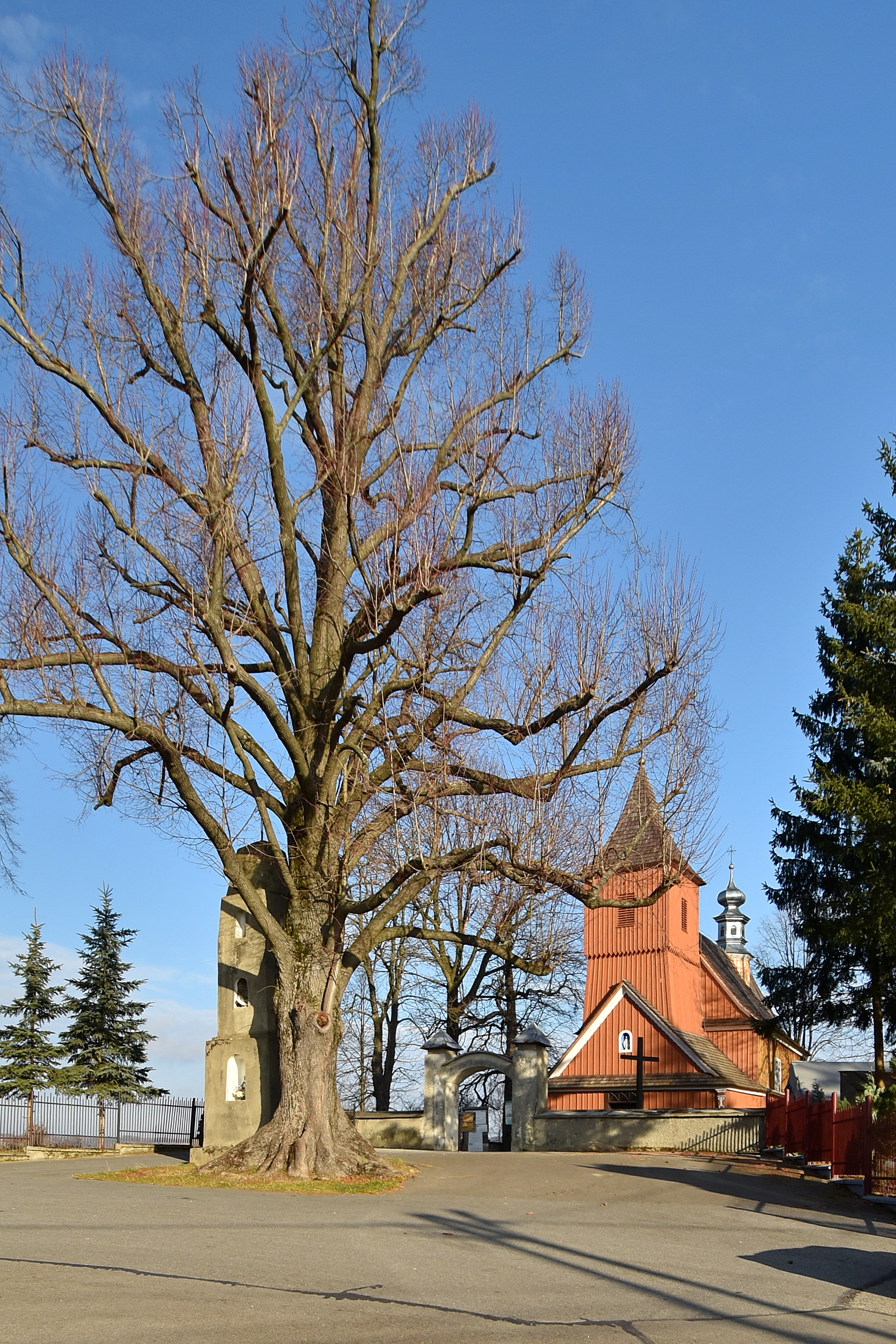
Widok ogólny

## Architektura i wyposażenie
Jest to świątynia drewniana o konstrukcji zrębowej, orientowana, trójdzielna, posadowiona na kamiennych fundamentach. Do większej nawy głównej połączonej arkadami z nawami bocznymi przylega od strony wschodniej węższe prostokątne, zamknięte trójbocznie prezbiterium z zakrystią od północy i dobudówką od południa. Od strony zachodniej do korpusu nawy przylega wieża konstrukcji słupowo-ramowej z izbicą pozorną, z kruchtą w przyziemiu dekorowaną na zewnątrz pilastrami. Nad prezbiterium wieżyczka z sygnaturką, zwieńczona cebulastym hełmem z latarnią. Dach główny jednokalenicowy i pozostałe daszki kryte blachą. Ściany zewnętrzne pionowo oszalowane deskami.
Wewnątrz strop płaski z fasetą. Na ścianach i stropie polichromia o formach secesyjnych z 1777, odnowiona w końcu XIX wieku. Nad wejściem wsparty na filarach chór organowy z wizerunkiem króla Dawida grającego na harfie. Ambona z wizerunkami ewangelistów na płycinach. Na wyposażeniu ołtarz główny i przy tęczy dwa drewniane boczne: północny z obrazem Trójcy Świętej i południowy św. Józefa z Dzieciątkiem. Do nowego kościoła przeniesiono natomiast inne cenne elementy wyposażenia pochodzące ze starszego kościoła:
- gotycki obraz Matki Bożej z Dzieciątkiem w typie Hodegetrii, z około 1480 z ołtarza głównego;
- gotycki obraz Matki Bożej Apokaliptycznej na złotym tle, na desce, z donatorami herbu Radwan, z około 1480 z prezbiterium;
- drewniany krucyfiks z pierwszej połowy XVI wieku

## Otoczenie kościoła
Kościół ogrodzony jest murem z bramą z 1870 wpisanymi do rejestru zabytków.